# Autostrada panfilippina
L'autostrada panfilippina (in inglese Pan-Philippine Highway), nota anche come autostrada Maharlika (in inglese Maharlika Highway), è un sistema integrato di strade e collegamenti marittimi con traghetti lungo 3.517 km, che connette le tre principali regioni geografiche delle Filippine: Luzon, Visayas e Mindanao.
Il sistema viario si estende dalla città di Laoag in Ilocos Norte sino a quella di Zamboanga. Connette Luzon, Visayas e Mindanao attraverso le province di Sorsogon, Samar, Leyte, Southern Leyte e Surigao del Sur.
L'autostrada panfilippina fu proposta nel 1965 e completata durante l'amministrazione del Presidente Ferdinand Marcos. Fu ulteriormente modernizzata nel 1997 con l'aiuto del governo giapponese e soprannominata "Philippine-Japan Friendship Highway". Il miglioramento comprendeva l'aggiunta di 600 kilometri addizionali di strade per congiungere la città di Santo Tomas a quella di Matnog.